# Oligomyrmex
Oligomyrmex är ett släkte av myror. Oligomyrmex ingår i familjen myror.

## Dottertaxa tillOligomyrmex, i alfabetisk ordning[1]
- Oligomyrmex aborensis
- Oligomyrmex acutus
- Oligomyrmex afghanus
- Oligomyrmex africanus
- Oligomyrmex alluaudi
- Oligomyrmex alpha
- Oligomyrmex amius
- Oligomyrmex angolensis
- Oligomyrmex antiquus
- Oligomyrmex armatus
- Oligomyrmex arnoldiellus
- Oligomyrmex asinus
- Oligomyrmex atomus
- Oligomyrmex bengalensis
- Oligomyrmex beta
- Oligomyrmex bohemicus
- Oligomyrmex bouvardi
- Oligomyrmex bruchi
- Oligomyrmex bruni
- Oligomyrmex butteli
- Oligomyrmex capreolus
- Oligomyrmex concinnus
- Oligomyrmex convexus
- Oligomyrmex corniger
- Oligomyrmex crassiusculus
- Oligomyrmex cribriceps
- Oligomyrmex debilis
- Oligomyrmex deponens
- Oligomyrmex diabolicus
- Oligomyrmex diabolus
- Oligomyrmex donisthorpei
- Oligomyrmex eidmanni
- Oligomyrmex elmenteitae
- Oligomyrmex erythraeus
- Oligomyrmex frontalis
- Oligomyrmex grandidieri
- Oligomyrmex incertus
- Oligomyrmex jacobsoni
- Oligomyrmex jeanneli
- Oligomyrmex khamiensis
- Oligomyrmex lamellifrons
- Oligomyrmex latro
- Oligomyrmex leei
- Oligomyrmex longiceps
- Oligomyrmex longii
- Oligomyrmex lucidus
- Oligomyrmex lusciosus
- Oligomyrmex manni
- Oligomyrmex menozzii
- Oligomyrmex minimus
- Oligomyrmex mjobergi
- Oligomyrmex morai
- Oligomyrmex nanus
- Oligomyrmex nevermanni
- Oligomyrmex norfolkensis
- Oligomyrmex nosindambo
- Oligomyrmex oertzeni
- Oligomyrmex overbecki
- Oligomyrmex paetus
- Oligomyrmex panamensis
- Oligomyrmex perpusillus
- Oligomyrmex peruvianus
- Oligomyrmex petulcus
- Oligomyrmex politus
- Oligomyrmex polyphemus
- Oligomyrmex punctatus
- Oligomyrmex raja
- Oligomyrmex rothneyi
- Oligomyrmex rugatus
- Oligomyrmex santschii
- Oligomyrmex sarasinorum
- Oligomyrmex satanus
- Oligomyrmex sauteri
- Oligomyrmex semilaevis
- Oligomyrmex silvestrii
- Oligomyrmex simalurensis
- Oligomyrmex similis
- Oligomyrmex sodalis
- Oligomyrmex sophiae
- Oligomyrmex stenopterus
- Oligomyrmex sublatro
- Oligomyrmex subreptor
- Oligomyrmex sundaicus
- Oligomyrmex tahitiensis
- Oligomyrmex taiponicus
- Oligomyrmex taprobanae
- Oligomyrmex thoracicus
- Oligomyrmex thorali
- Oligomyrmex traegaordhi
- Oligomyrmex ugandanus
- Oligomyrmex urichi
- Oligomyrmex weyeri
- Oligomyrmex wheeleri
- Oligomyrmex viehmeyeri
- Oligomyrmex villiersi
- Oligomyrmex voeltzkowi
- Oligomyrmex vorax
- Oligomyrmex wroughtonii